# Vallo della Lucania
Vallo della Lucania es un municipio de 9.000 habitantes en la provincia de Salerno (Italia).

## Geografía
Está situada en un valle rodeado por colinas que descienden hacia el Mar Tirreno, su territorio está delimitado al este por el monte Gelbison.

## Economía
La localidad tiene un papel relevante en el territorio del Cilento para el que ha asumido con el tiempo una importancia cada vez mayor como centro administrativo y económico.

## El Palio
En el mes de agosto se desarrolla el palio, que consiste en una serie de carreras entre varios equipos que representan las distintas fracciones de la localidad.

## Evolución demográfica
| Gráfica de evolución demográfica de Vallo della Lucania entre 1861 y 2001 |
|                                                                           |
| Fuente ISTAT - elaboración gráfica de Wikipedia                           |

## Otros proyectos
- Wikimedia Commons alberga una categoría multimedia sobre Vallo della Lucania.

- Datos: Q81786
- Multimedia: Vallo della Lucania / Q81786

1. ↑  Worldpostalcodes.org, código postal n.º 84078.
2. ↑  «Codici Catastali». Comuni-italiani.it (en italiano). Consultado el 29 de abril de 2017.